# Passage du Roi-d'Alger
Le passage du Roi-d'Alger est une voie du 18e arrondissement de Paris, en France.

## Situation et accès
Le passage du Roi-d'Alger est situé dans le 18e arrondissement de Paris. Il débute au 15, rue du Roi-d'Alger et se termine au 49, rue Championnet.

## Origine du nom
Ce passage doit son nom à la proche rue du Roi-d'Alger.

## Historique
Cette voie est ouverte sous sa dénomination actuelle en 1859.